# Julcan (tỉnh)
Tỉnh Julcan (tiếng Tây Ban Nha: Provincia de Julcan) là một tỉnh thuộc vùng La Libertad của Peru. Tỉnh Julcan có diện tích 1101 kilômét vuông, dân số thời điểm theo điều tra dân số ngày 11 tháng 7 năm 1993 là 36797 người. Tỉnh lỵ đóng ở Julcan.